# Lekkoatletyka na Letnich Igrzyskach Olimpijskich 1972 – bieg na 400 m mężczyzn
Bieg na 400 metrów mężczyzn podczas XX Letnich Igrzysk Olimpijskich w Monachium rozegrano 3 (eliminacje), 4 (ćwierćfinały i półfinały) oraz 6 września 1972 (finał) na Stadionie Olimpijskim. Zwycięzcą został reprezentant Stanów Zjednoczonych Vincent Matthews.
Matthews i srebrny medalista Wayne Collett, również ze Stanów Zjednoczonych, podczas dekoracji medalistów pojawili się w rozpiętych bluzach, nie zwracali uwagi na flagę USA i ostentacyjnie rozmawiali podczas grania amerykańskiego hymnu. Zostało to uznane za kontynuację protestu Czarnej Siły z igrzysk w 1968 i obaj zawodnicy zostali dożywotnio zdyskwalifikowani przez Międzynarodowy Komitet Olimpijski (uchylony w grudniu 2022, 12 lat po śmierci Colletta). Dyskwalifikacja obu biegaczy i kontuzja, której doznał w finale John Smith sprawiły, że Amerykanie nie mogli wystąpić w sztafecie 4 × 400 metrów, w której byli zdecydowanymi faworytami.

## Rekordy

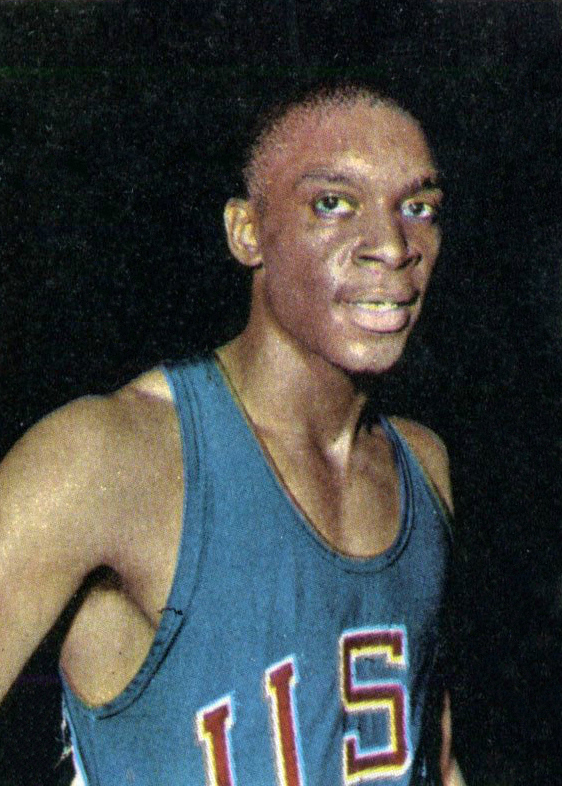
Vincent Matthews

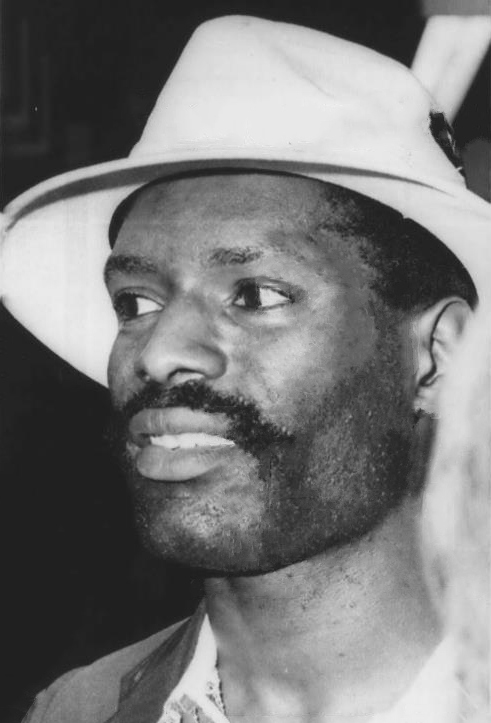
Wayne Collett

|                   | Zawodnik  | Narodowość        | Czas  | Data                      | Miejsce |
| ----------------- | --------- | ----------------- | ----- | ------------------------- | ------- |
| Rekord świata     | Lee Evans | Stany Zjednoczone | 43,86 | 18 października 1968(dts) | Meksyk  |
| Rekord olimpijski | Lee Evans | Stany Zjednoczone | 43,86 | 18 października 1968(dts) | Meksyk  |

## Wyniki
| Poz. - pozycja |
| – rekord świata \| – rekord krajowy \| – rekord życiowy \| = – wyrównany rekord życiowy \| · – najlepszy wynik w sezonie \| = – wyrównany najlepszy wynik w sezonie \| – rekord olimpijski |
| Fn – falstart \| DNF – nie ukończył \| DNS – nie wystartował \| DSQ – zdyskwalifikowany |

### Eliminacje
Rozegrano dziewięć biegów eliminacyjnych. Do ćwierćfinałów awansowało po czterech najlepszych zawodników z każdego biegu (Q) oraz czterech z najlepszymi czasami spośród pozostałych (q).

#### Bieg 1
| Poz. | Zawodnik                  | Narodowość        | Rezultat | Uwagi |
| ---- | ------------------------- | ----------------- | -------- | ----- |
| 1    | Andrzej Badeński          | Polska            | 46,21    | Q     |
| 2    | Charles Joseph            | Trynidad i Tobago | 46,38    | Q     |
| 3    | Mulugetta Tadesse         | Etiopia           | 46,38    | Q     |
| 4    | Wickremasinghe Wimaladasa | Cejlon            | 46,62    | Q     |
| 5    | Bjarni Stefánsson         | Islandia          | 46,75    | q     |
| 6    | Josip Alebić              | Jugosławia        | 37,01    |       |
| 7    | Silver Ayoo               | Uganda            | 47,04    |       |
| 8    | Nusrat Iqbal Sahi         | Pakistan          | 49,57    |       |

#### Bieg 2
| Poz. | Zawodnik           | Narodowość      | Rezultat | Uwagi |
| ---- | ------------------ | --------------- | -------- | ----- |
| 1    | David Jenkins      | Wielka Brytania | 46,15    | Q     |
| 2    | Anders Faager      | Szwecja         | 46,29    | Q     |
| 3    | Munyoro Nyamau     | Kenia           | 46,33    | Q     |
| 4    | Omar Ghizlat       | Maroko          | 46,37    | Q     |
| 5    | Bruce Ijirighwo    | Nigeria         | 46,59    | q     |
| 6    | Samuela Yavala     | Fidżi           | 47,76    |       |
| 7    | Théophile Nkounkou | Kongo           | 47,86    |       |
| 8    | Francisco Menocal  | Nikaragua       | 50,96    |       |

#### Bieg 3
| Poz. | Zawodnik            | Narodowość | Rezultat | Uwagi |
| ---- | ------------------- | ---------- | -------- | ----- |
| 1    | Georg Nückles       | RFN        | 46,64    | Q     |
| 2    | Yoshiharu Tomonaga  | Japonia    | 47,01    | Q     |
| 3    | Francis Kerbiriou   | Francja    | 47,01    | Q     |
| 4    | Sam Bugri           | Ghana      | 47,83    | Q     |
| 5    | Thomas N’Ma         | Liberia    | 49,73    |       |
| 6    | Jean-Max Faustin    | Haiti      | 52,33    |       |
| –    | Marcello Fiasconaro | Włochy     | DNS      |       |
| –    | Michael Fredriksson | Szwecja    | DNS      |       |

#### Bieg 4
| Poz. | Zawodnik           | Narodowość        | Rezultat | Uwagi |
| ---- | ------------------ | ----------------- | -------- | ----- |
| 1    | Alberto Juantorena | Kuba              | 45,94    | Q     |
| 2    | Wayne Collett      | Stany Zjednoczone | 46,00    | Q     |
| 3    | Claver Kamanya     | Tanzania          | 46,18    | Q     |
| 4    | Gilles Bertould    | Francja           | 46,36    | Q     |
| 5    | Eric Phillips      | Wenezuela         | 46,74    | q     |
| 6    | Pedro Ferrer       | Portoryko         | 47,90    |       |
| 7    | Nicodemus Maipampe | Zambia            | 48,84    |       |

#### Bieg 5
| Poz. | Zawodnik          | Narodowość        | Rezultat | Uwagi |
| ---- | ----------------- | ----------------- | -------- | ----- |
| 1    | Tegegne Bezabeh   | Etiopia           | 45,88    | Q     |
| 2    | Vincent Matthews  | Stany Zjednoczone | 45,94    | Q     |
| 3    | Angelo Hussein    | Sudan             | 47,01    | Q     |
| 4    | Robert Ojo        | Nigeria           | 47,03    | Q     |
| 5    | Fanahan McSweeney | Irlandia          | 47,07    |       |
| 6    | Fernando Silva    | Portugalia        | 47,67    |       |
| 7    | Kassem Hamzé      | Liban             | 49,20    |       |

#### Bieg 6
| Poz. | Zawodnik           | Narodowość      | Rezultat | Uwagi |
| ---- | ------------------ | --------------- | -------- | ----- |
| 1    | Charles Asati      | Kenia           | 45,16    | Q     |
| 2    | Leighton Priestley | Jamajka         | 45,75    | Q, =  |
| 3    | Fernando Acevedo   | Peru            | 45,80    | Q     |
| 4    | Jan Werner         | Polska          | 45,93    | Q     |
| 5    | Gary Armstrong     | Wielka Brytania | 46,48    | q     |
| 6    | Francisco Rojas    | Paragwaj        | 47,46    |       |
| 7    | Brian MacLaren     | Kanada          | 47,65    |       |
| –    | Caspar Springer    | Barbados        | DNF      |       |

#### Bieg 7
| Poz. | Zawodnik          | Narodowość      | Rezultat | Uwagi |
| ---- | ----------------- | --------------- | -------- | ----- |
| 1    | Julius Sang       | Kenia           | 45,24    | Q     |
| 2    | Martin Reynolds   | Wielka Brytania | 46,46    | Q     |
| 3    | Daniel Vélasques  | Francja         | 46,70    | Q     |
| 4    | Karl Honz         | RFN             | 46,77    | Q     |
| 5    | Franklin Rahming  | Bahamy          | 48,30    |       |
| 6    | Ibrahima Idrissou | Dahomej         | 48,50    |       |
| 7    | William Msiska    | Malawi          | 48,81    |       |

#### Bieg 8
| Poz. | Zawodnik                | Narodowość        | Rezultat | Uwagi |
| ---- | ----------------------- | ----------------- | -------- | ----- |
| 1    | Horst-Rüdiger Schlöske  | RFN               | 45,27    | Q     |
| 2    | John Smith              | Stany Zjednoczone | 46,00    | Q     |
| 3    | Kyriakos Onisiforu      | Grecja            | 46,94    | Q     |
| 4    | Reza Entezari           | Iran              | 47,89    | Q     |
| 5    | Muhammad Sad            | Kuwejt            | 46,91    |       |
| 6    | Mohamed Jaman Al-Dosari | Arabia Saudyjska  | 49,67    |       |
| –    | Luciano Sušanj          | Jugosławia        | DNS      |       |

#### Bieg 9
| Poz. | Zawodnik               | Narodowość        | Rezultat | Uwagi |
| ---- | ---------------------- | ----------------- | -------- | ----- |
| 1    | Markku Kukkoaho        | Finlandia         | 46,05    | Q     |
| 2    | Zbigniew Jaremski      | Polska            | 46,20    | Q     |
| 3    | Arthur Cooper          | Trynidad i Tobago | 47,15    | Q     |
| 4    | Amadou Gakou           | Senegal           | 47,68    | Q     |
| 5    | Tambusamy Krishnan     | Malezja           | 48,31    |       |
| 6    | Frédérique Andrianaivo | Madagaskar        | 48,72    |       |
| 7    | Savin Chem             | Republika Khmerów | 48,82    |       |
| –    | Jimmy Sierra           | Kolumbia          | DNS      |       |

### Ćwierćfinały
Rozegrano pięć biegów ćwierćfinałowych. Do półfinałów awansowało po trzech najlepszych zawodników z każdego biegu (Q) oraz jeden z najlepszym czasem spośród pozostałych (q)..

#### Bieg 1
| Poz. | Zawodnik           | Narodowość        | Rezultat | Uwagi |
| ---- | ------------------ | ----------------- | -------- | ----- |
| 1    | Wayne Collett      | Stany Zjednoczone | 45,80    | Q     |
| 2    | Alberto Juantorena | Kuba              | 45,96    | Q     |
| 3    | Jan Werner         | Polska            | 46,02    | Q     |
| 4    | Martin Reynolds    | Wielka Brytania   | 46,11    | q     |
| 5    | Charles Joseph     | Trynidad i Tobago | 46,14    |       |
| 6    | Robert Ojo         | Nigeria           | 46,73    |       |
| 7    | Omar Ghizlat       | Maroko            | 46,84    |       |
| 8    | Sam Bugri          | Ghana             | 47,34    |       |

#### Bieg 2
| Poz. | Zawodnik                  | Narodowość        | Rezultat | Uwagi |
| ---- | ------------------------- | ----------------- | -------- | ----- |
| 1    | Horst-Rüdiger Schlöske    | RFN               | 45,41    | Q     |
| 2    | Vincent Matthews          | Stany Zjednoczone | 45,62    | Q     |
| 3    | Tegegne Bezabeh           | Etiopia           | 45,97    | Q     |
| 4    | Gilles Bertould           | Francja           | 46,14    |       |
| 5    | Wickremasinghe Wimaladasa | Cejlon            | 46,50    |       |
| 6    | Leighton Priestley        | Jamajka           | 47,76    |       |
| 7    | Arthur Cooper             | Trynidad i Tobago | 48,29    |       |
| 8    | Reza Entezari             | Iran              | 48,69    |       |

#### Bieg 3
| Poz. | Zawodnik         | Narodowość        | Rezultat | Uwagi |
| ---- | ---------------- | ----------------- | -------- | ----- |
| 1    | David Jenkins    | Wielka Brytania   | 45,99    | Q     |
| 2    | John Smith       | Stany Zjednoczone | 46,04    | Q     |
| 3    | Markku Kukkoaho  | Finlandia         | 46,11    | Q     |
| 4    | Munyoro Nyamau   | Kenia             | 46,80    |       |
| 5    | Bruce Ijirighwo  | Nigeria           | 46,81    |       |
| 6    | Daniel Vélasques | Francja           | 46,91    |       |
| 7    | Amadou Gakou     | Senegal           | 46,96    |       |
| 8    | Angelo Hussein   | Sudan             | 47,33    |       |

#### Bieg 4
| Poz. | Zawodnik           | Narodowość      | Rezultat | Uwagi |
| ---- | ------------------ | --------------- | -------- | ----- |
| 1    | Karl Honz          | RFN             | 45,87    | Q     |
| 2    | Julius Sang        | Kenia           | 45,92    | Q     |
| 3    | Zbigniew Jaremski  | Polska          | 46,52    | Q     |
| 4    | Anders Faager      | Szwecja         | 46,54    |       |
| 5    | Francis Kerbiriou  | Francja         | 46,63    |       |
| 6    | Yoshiharu Tomonaga | Japonia         | 46,92    |       |
| 7    | Gary Armstrong     | Wielka Brytania | 47,10    |       |
| 8    | Kyriakos Onisiforu | Grecja          | 47,22    |       |

#### Bieg 5
| Poz. | Zawodnik          | Narodowość | Rezultat | Uwagi |
| ---- | ----------------- | ---------- | -------- | ----- |
| 1    | Charles Asati     | Kenia      | 46,04    | Q     |
| 2    | Andrzej Badeński  | Polska     | 46,19    | Q     |
| 3    | Georg Nückles     | RFN        | 46,30    | Q     |
| 4    | Claver Kamanya    | Tanzania   | 46,55    |       |
| 5    | Mulugetta Tadesse | Etiopia    | 46,85    |       |
| 6    | Bjarni Stefánsson | Islandia   | 46,92    |       |
| 7    | Eric Phillips     | Wenezuela  | 46,97    |       |
| –    | Fernando Acevedo  | Peru       | DNS      |       |

### Półfinały
Rozegrano dwa biegi półfinałowe. Do finału awansowało po czterech najlepszych zawodników z każdego biegu (Q).

#### Bieg 1
| Poz. | Zawodnik         | Narodowość        | Rezultat | Uwagi |
| ---- | ---------------- | ----------------- | -------- | ----- |
| 1    | Vincent Matthews | Stany Zjednoczone | 44,94    | Q     |
| 2    | Karl Honz        | RFN               | 45,52    | Q     |
| 3    | John Smith       | Stany Zjednoczone | 45,46    | Q     |
| 4    | Charles Asati    | Kenia             | 45,47    | Q     |
| 5    | David Jenkins    | Wielka Brytania   | 45,91    |       |
| 6    | Tegegne Bezabeh  | Etiopia           | 45,98    |       |
| 7    | Georg Nückles    | RFN               | 46,28    |       |
| 8    | Andrzej Badeński | Polska            | 46,38    |       |

#### Bieg 2
| Poz. | Zawodnik               | Narodowość        | Rezultat | Uwagi |
| ---- | ---------------------- | ----------------- | -------- | ----- |
| 1    | Julius Sang            | Kenia             | 45,30    | Q     |
| 2    | Horst-Rüdiger Schlöske | RFN               | 45,42    | Q     |
| 3    | Wayne Collett          | Stany Zjednoczone | 45,77    | Q     |
| 4    | Markku Kukkoaho        | Finlandia         | 46,02    | Q     |
| 5    | Alberto Juantorena     | Kuba              | 46,07    |       |
| 6    | Jan Werner             | Polska            | 46,26    |       |
| 7    | Martin Reynolds        | Wielka Brytania   | 46,71    |       |
| –    | Zbigniew Jaremski      | Polska            | DNS      |       |

### Finał
| Poz. | Zawodnik               | Narodowość        | Rezultat | Uwagi |
| ---- | ---------------------- | ----------------- | -------- | ----- |
| 1    | Vincent Matthews       | Stany Zjednoczone | 44,66    |       |
| 2    | Wayne Collett          | Stany Zjednoczone | 44,80    |       |
| 3    | Julius Sang            | Kenia             | 44,90    |       |
| 4    | Charles Asati          | Kenia             | 45,13    |       |
| 5    | Horst-Rüdiger Schlöske | RFN               | 45,31    |       |
| 6    | Markku Kukkoaho        | Finlandia         | 45,49    | [ 4 ] |
| 7    | Karl Honz              | RFN               | 45,68    |       |
| –    | John Smith             | Stany Zjednoczone | DNF      |       |